# Komodo-Ratte
Die Komodo-Ratte (Komodomys rintjanus) ist eine Nagetierart aus der Gruppe der Altweltmäuse (Murinae) und die einzige Art der Gattung Komodomys.
Komodo-Ratten sind mittelgroße Altweltmäuse. Sie erreichen eine Kopfrumpflänge von 13 bis 20 Zentimetern und eine Schwanzlänge von 11 bis 16 Zentimetern. Ihr dichtes Fell ist am Rücken stachelig, es ist sandfarben gefärbt, der mittlere Teil des Kopfes und des Rückens sind dunkler als die Seiten. Die behaarten Füße sind weiß, der Schwanz ist ebenfalls behaart.
Diese Nagetiere sind nur von den Kleinen Sunda-Inseln in Indonesien bekannt. Auf Flores sind sie ausgestorben, auf kleineren vorgelagerten Inseln wie Rintjar, Padar, Lomblen, Pantar und möglicherweise Komodo leben sie noch. Ihr Lebensraum sind Wälder, vermutlich eher trockene Tropenwälder. Sie halten sich vorwiegend am Boden auf.
Aufgrund ihres kleinen Verbreitungsgebietes und der fortschreitenden Lebensraumzerstörung listet die IUCN die Art als „gefährdet“ (vulnerable).